# Comité national olympique des Îles Marshall
Le Comité national olympique des Îles Marshall (en anglais, Marshall Islands National Olympic Committee) est le comité national olympique des Îles Marshall fondé en 2001 et reconnu par le CIO en 2007.

Logo du Comité national olympique des Îles Marshall.